# 1-Chlorpropan
1-Chlorpropan ist eine organisch-chemische Verbindung aus der Gruppe der Chlorkohlenwasserstoffe (CKW).

## Gewinnung und Darstellung
1-Chlorpropan kann durch Chlorierung von Propan erhalten werden, wobei abhängig von der Temperatur zu großen Teilen auch  2-Chlorpropan entsteht. Die Darstellung gelingt auch durch die Einwirkung von Phosphortrichlorid, Phosphorpentachlorid oder Thionylchlorid auf 1-Propanol.

## Eigenschaften
1-Chlorpropan ist eine sehr leicht flüchtige, farblose Flüssigkeit mit chloroformartigem Geruch. Im Gegensatz zu vielen Halogenalkanen besitzt es eine geringere Dichte als Wasser.

## Verwendung
1-Chlorpropan wird als Alkylierungsmittel z. B. bei Friedel-Crafts-Reaktionen und zur Herstellung von Grignard-Verbindungen und anderen metallorganischen Verbindungen verwendet.